# Douglas Krook
John Douglas Krook (* 1. Juli 1897; † 3. September 1971) war ein schwedischer Fußballspieler.

## Werdegang
Krook begann seine Karriere bei GAIS. 1923 verließ er den Klub in Richtung Örgryte IS. Zunächst vertrat er den Klub in der Svenska Serien, die er mit der Mannschaft an der Seite von Robert Zander, Sven Rydell und Sven Friberg am Ende der Spielzeit 1923/24 als Westmeister nach zwei 1:0-Erfolgen durch den Ostmeister AIK gewann. In der Folge berücksichtigte ihn das Auswahlkomitee in der schwedischen Nationalmannschaft, für die er im Juni 1924 beim 3:2-Auswärtserfolg gegen die dänischen Nationalelf debütierte.
Unter dem Spitznamen „Världens bästa back“ (weltbester Verteidiger) qualifizierte Krook sich mit dem Göteborger Klub im Sommer 1924 zudem für die erste Spielzeit der Allsvenskan. Trotz nur zwei Saisonniederlagen erreichte er mit der Mannschaft zum Auftakt nur den dritten Tabellenrang hinter den Ortsrivalen GAIS und IFK Göteborg. In der Spielzeit 1925/26 führte er an der Seite von Torschützenkönig Carl-Erik Holmberg und Knut Sandegren den Klub zum ersten Tabellenplatz der ersten Liga, der Meistertitel wurde allerdings seinerzeit offiziell nicht vergeben. Zwei Jahre später wiederholte er mit Henning Helgesson, Ivar Klingström und Evert Lundquist aufgrund des besseren Torquotienten gegenüber dem punktgleichen Konkurrenten Helsingborgs IF.
Parallel hielt Krook sich in der Auswahlmannschaft. Bis 1929 lief er im blau-goldenen Trikot der Nationalmannschaft auf, eine Teilnahme an einem großen Turnier blieb ihm verwehrt. In seinen 21 Länderspielen blieb der Abwehrspieler ohne Torerfolg.